# Berlanti

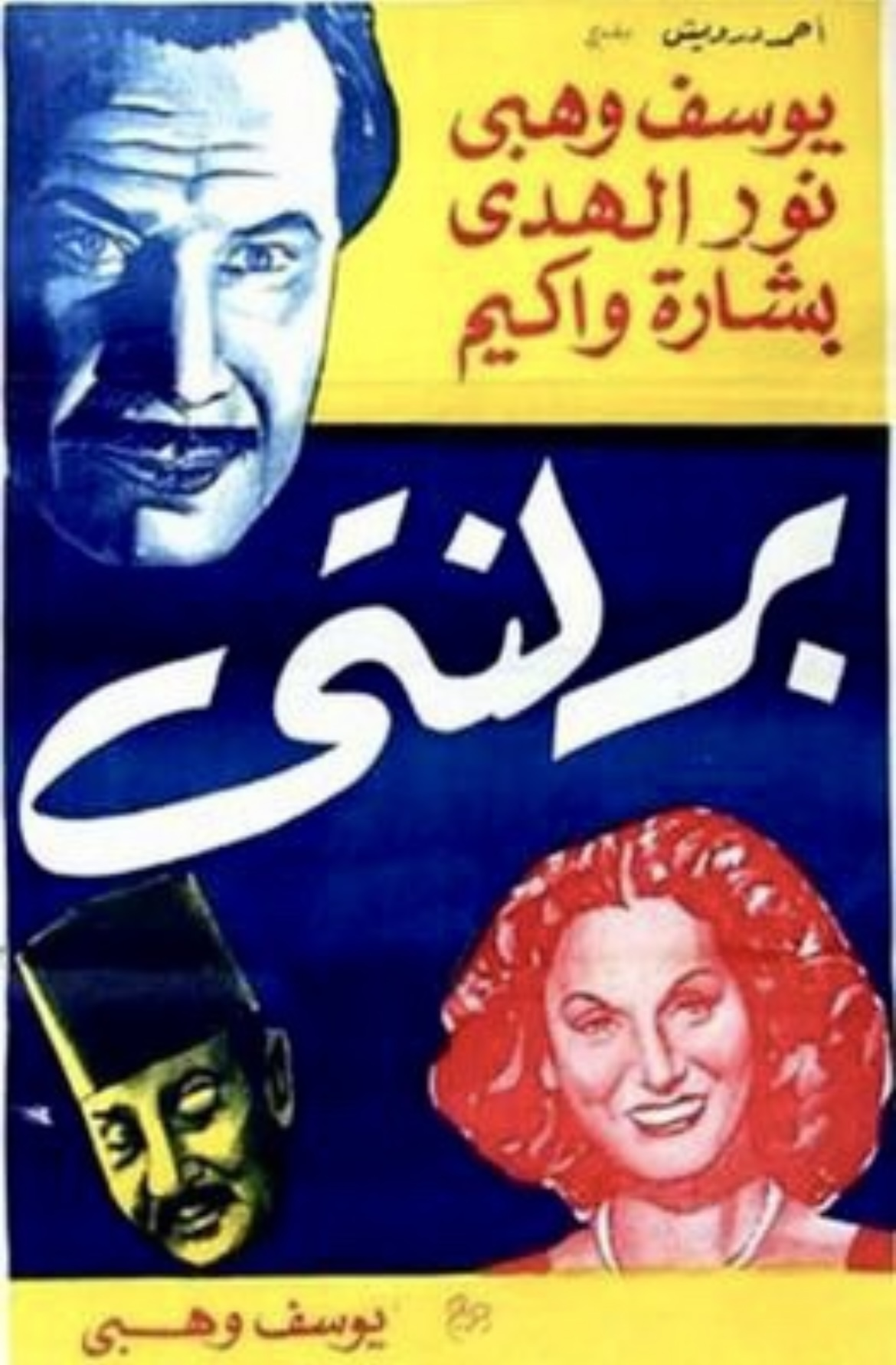
Affiche du film.

Berlanti (برلنت) est un film égyptien réalisé par Youssef Wahbi, sorti en 1944. Il a été produit par Ahmed Darwish pour les Studios Misr.

## Fiche technique
- Réalisation : Youssef Wahbi
- Scénario : Youssef Wahbi
- Producteur : Ahmed Darwish
- Photographie : Mohamed Abdel Azim
- Musique : Riad Al Sunbati, Mohamed El Qasabgi, Mohamed El Kahlawy
- Production : Studios Misr
- Distributeur : Studios Misr
- Durée : 109 minutes
- Date de sortie : 1er janvier 1944

## Distribution
- Youssef Wahbi : Sami Khairat
- Nour el Houda : Berlanti
- Amina Rizk : Samiha Hanem
- Alwiya Gamil : Munira Hanem Shafi’i
- Fouad Shafiq : Khurshid Bey
- Mahmoud El-Meliguy : Abbas Tohamy
- Bishara Wakim : Sami's friend
- Abdul Aleem Khattab : Shakib
- Abdel Salam Al Nabulsy : Abbas's friend
- Lotfi Al-Hakim : Ali Khairat
- Zeinat Sedki : Fifi
- Hassan el-Baroudi : propriétaire de la bijouterie